# ريس (لاعب كرة قدم مواليد 1993)
ريس (بالبرتغالية: Isnairo Reis Silva Morais) هو لاعب كرة قدم برازيلي، ولد في 6 يناير 1993 في كابيتاو بوكو في البرازيل.

## وصلات خارجية
- ريس (لاعب كرة قدم مواليد 1993) على موقع دوري كوريا الجنوبية (الإنجليزية)
- ريس (لاعب كرة قدم مواليد 1993) على موقع قاعدة بيانات كرة القدم.إي يو (الإنجليزية)
- ريس (لاعب كرة قدم مواليد 1993) على موقع Soccerway.com (الإنجليزية)